# Bundesstraße 313
De Bundesstraße 313 (afkorting: B 313) is een bundesstraße in de Duitse deelstaat Baden-Württemberg.
De weg begint bij Plochingen en loopt via Wendlingen am Neckar, Nürtingen, Metzingen, EReutlingen, Gammertingen, Sigmaringen en Meßkirch naar Stockach. De weg is 100 kilometer lang.

## Routebeschrijving
De bundesstraße begint in de afrit Plochingen een trompetknooppunt met de B 10. De weg loopt langs Wernau  door Wendlingen am Neckar waarna ze bij afrit Wendlingen de A8 kruist. De B313 verder door Nürtingen, Großbettlingen, Frickenhausen en Grafenberg. De B313 loopt langs Metzingen sluit bij arit Metzingen-Ost aan op de B28. Vanaf hier lopen ze samen via de afrit Metzingen-West waar de B312 aansluit aansluit. Vervolgens lopen ze naar Reutlingen. In het oosten van de stad Reutlingen bij afrit Reutlingen-Sondelfingen  de B312/B313 zuidwaarts afbuigen en vormen de oostelijke randweg van Reutlingen die via de Scheibengipfeltunnel en passeert Pfullingen. Tevens sluit bij Reutlingen-Süd de B465 vanuit Reutlingen aan.
De weg loopt verder langs Eningen unter Achalm, door Lichtenstein en Engstingen waar de B312 afbuigt, langs Trochtelfingen naar  Gammertingen waar de B32 aansluit. De B32//B313 lopen door Hettingen, Veringenstadt en Jungnau naar Sigmaringen waar de B32 afsplitst. De B313 kruist de Donau, loopt door Inzigkofen, langs Meßkirch waar de B311 kruist, Sauldorf, Mühlingen en Stockach waar de B14 kruist en bij afrit Stockach-west de A98 eindigt in Stockach-Espasingen op de B34.
B2 · B2a · B2R · B3 · B4 · B4R · B8 · B10 · B11 · B12 · B13 · B13n · B14 · B15 · B15n · B16 · B17 · B18 · B19 · B20 · B21 · B22 · B23 · B25 · B26 · B26a · B27 · B28 · B28a · B29 · B30 · B31 · B31a · B32 · B33 · B33a · B34 · B35 · B36 · B37 · B38 · B38a · B39 · B44 · B45 · B47 · B85 · B89 · B131n · B173 · B276 · B278 · B279 · B285 · B286 · B287 · B289 · B290 · B291 · B292 · B293 · B294 · B295 · B296 · B297 · B298 · B299 · B300 · B301 · B302 · B303 · B304 · B305 · B306 · B307 · B308 · B309 · B310 · B311 · B312 · B313 · B314 · B315 · B316 · B317 · B318 · B319 · B340 · B378 · B388 · B415 · B425 · B426 · B462 · B463 · B464 · B465 · B466 · B467 · B468 · B469 · B470 · B471 · B472 · B491 · B492 · B500 · B505 · B512 · B523 · B532 · B533 · B535 · B588 · B999